# Réunion
Réunion (eller Reunion) er en ø i det Indiske Ocean og er fransk oversøisk departement. Øen har et areal på 2.512 km². Det er den største ø i øgruppen Mascarenerne. Der bor 720.000 indbyggere på øen. Hovedstaden er Saint-Denis.
Réunion blev opdaget af portugisere i 1513. Øen var på det tidspunkt ubeboet, den blev først kolonialiseret af Frankrig i 1642 under navnet Île Bourbon, dette blev senere skiftet til Réunion under den franske revolution. Efter åbningen af Suez-kanalen i 1869 mistede øen sin funktion som stoppested på søruterne til Østasien.
Foruden at været et kendt rejsemål for specielt franske turister, blev øen kendt efter et alvorligt udbrud af denguefeber, en tropesygdom overført af chikungunya myggen.
I 2007, da sygdommen var på sit højeste, var en tredjedel af øens befolkning smittet.

## Geografi
Réunion er beliggende 800 km øst for Madagaskar og tæt ved Mauritius.
Den har en aktiv vulkan Piton de la fournaise (2510 m), og
øens højeste punkt er den udslukte vulkan Piton des Neiges (3063 meter).

## Klima
Klimaet på Reunion er er tropisk med en kraftig påvirkning fra passat-vindene.
På grund af øens topografi, kan der være store forskelle på temperatur og vejr, afhængigt af lokalitet. Således er
gennemsnitstemperaturen 24° ved kysten, mens den er 14° på de indre sletter. I bjergene kan der forekomme nattefrost.
|                   | Jan  | Feb  | Mar | Apr  | Maj  | Jun | Jul | Aug | Sep | Okt  | Nov  | Dec  | Total | GnSn  |
| ----------------- | ---- | ---- | --- | ---- | ---- | --- | --- | --- | --- | ---- | ---- | ---- | ----- | ----- |
| Max temp          | 30   | 30   | 29  | 28   | 27   | 26  | 25  | 25  | 25  | 26   | 27   | 29   |       | 27    |
| Min temp          | 23   | 23   | 23  | 21   | 20   | 18  | 17  | 17  | 17  | 19   | 20   | 22   |       | 20    |
| Middel temp       | 26,5 | 26,5 | 26  | 24,5 | 23,5 | 22  | 21  | 21  | 21  | 22,5 | 23,5 | 25,5 |       | 24    |
| Nedbør i mm       | 263  | 216  | 290 | 160  | 81   | 75  | 70  | 49  | 47  | 44   | 95   | 151  | 1541  |       |
| Antal døgn nedbør | 19   | 17   | 18  | 13   | 14   | 14  | 17  | 16  | 14  | 12   | 13   | 16   | 183   | 15,25 |
| Solskinstimer     | 240  | 215  | 209 | 222  | 236  | 220 | 224 | 219 | 217 | 221  | 212  | 217  | 2652  |       |
| Fugtighed i %     | 72   | 70   | 75  | 69   | 67   | 64  | 66  | 64  | 65  | 64   | 67   | 72   |       |       |

Tørtiden er fra maj til november.
Øen rammes af cykloner. Således ramte en cyklon øen i 1948, der forårsagede 165 dødsfald.

## Demografi

### Befolkningssammensætning
| Afstamning    | Antal % |
| ------------- | ------- |
| Afrikansk     | 35      |
| Europæisk     | 25      |
| Indisk        | 25      |
| Kinesisk      | 4       |
| Indo-Muslimer | 3       |
| Øvrige        | 8       |

## Historie
Arabiske sømænd kendte til øen og kaldte den Dina Morgabin («Vestøen»). Også afrikanske og asiatiske søfarere kendte øen.
Den portugisiske admidral Pedro de Mascarenhas og hans mandskab anses for at være de første europæere som kom til den ubeboede ø den 9. februar 1513. De gav den navnet Santa Apollonia, etter den hellige Apollonia af Alexandria, hvis minde blev markeret den 9. februar i den daværende katolske helgenkalender. I årene som fulgte fik øen sporadiske besøg af arabere, portugisere, englændere og hollændere.
Øen blev senere erobret af Frankrig og administreret fra Port Louis, Mauritius. Selv om det franske flag blev hejst af François Cauche i 1638, så blev Santa Apollonia først officielt krævet af Jacques Prunis på vegne a Frankrig, da han deporterede 12 mytterister til øen fra Fort-Dolphin (i dag: Tôlanaro) på Madagaskar. At øen nu var fransk blev markeret med en statue på stranden i det som i dag er kommunen La Possession. Fangene forlod øen og vendte tilbage til Frankrig den 28. maj 1658 med skibet Thomas-Guillaume. Fire år efter den første franske flaghejsning, i 1642, bosatte de første franskmænd sig på øen da La Compagnie des Indes Orientales (Det franske ostindiske kompagni) sendte sendte skibet Saint-Louis til øen. I 1649 navngav Ludvig XIII af Frankrig øen Île Bourbon, efter navnet på hans kongeslægt.
Fra 1674 til 1764 var øen kontrolleret af det franske østindiske handelskompagni, Compagnie des Indes Orientales.
Der var ikke stor interesse for at flytte til og udvikle øen, og fra omkring 1685 begyndte sørøvere som havde deres virke i Det Indiske Ocean at bruge Île Bourbon som en handelsbase.
Indtil 1715 var Det franske ostindiske kompagni tilfreds med at forsyne sig selv og sine egne skibe som passerede. Men kaffe blev introduceret på øena ved at seks mokkatræer ble importeret fra Yemen, og mellem 1715 og 1730 blev kaffe øens vigtigste handelsvare. Som et resultat af dette blev øens økonomi forandret. Franskmændene benyttede slaver fra Afrika for at øge produktionen og etablere en plantageøkonomi.
Réunion fik sit navn i 1793, som en følge af den franske revolutionen og kongehusets fald. Navnet fik øen som en markering af sammenslutningen mellem de revolutionære fra Marseille og nationalgarden i Paris 10. august 1792. I 1801 blev øen omdøbt til Île Bonaparte, efter Napoléon Bonaparte. Under Napoleonskrigene blev øen i 1810 erobret af den britiske marine, som gav øen det gamle navn «Bourbon». tilbage. Da Frankrig igen fik øen tilbage ved Wienerkongressen i 1815, beholdt øena sit navn «Bourbon» indtil efter kongehuset Bourbons andet fald i 1848. De andre øer i Det Indiske Ocean som briterne havde erobret, Rodrigues, Mauritius og Seychellerne forblev britiske.
Kaffeplantagerne blev ødelagt af cykloner i begyndelsen af 1800-tallet, og englænderne introducerede sukkerrør og gjorde sukker til øens vigtigste landbrugsvare. I 1819 begyndte man også med at producere vanilje. Vaniljen sælges i dag under mærket «Bourbon».
I 1848 blev slaveriet afskaffet, men plantageejerne havde stadig brug for arbejdskraft, så indiske og afrikanske frivillige blev importeret til øen. Deres levevilkår viste sig snart at ligne de forhold som slaverne oplevede.
De gode tider for handel varede indtil 1870. Efterr ti års bygning åbnede den 171 km lange Suez-kanalen i 1869 og gjorde øen overflødig som stoppested på handelsruten mellem Europa og Asien. Øen blev dermed mindre strategisk vigtig og sammen med den øgede konkurrence på sukker fra Cuba og Europa, førte det øen ind i et økonomisk uføre.

## Befolkningsudvikling
| Årstal | Antal   | Årstal | Antal   | Årstal | Antal   | Årstal | Antal   |
| ------ | ------- | ------ | ------- | ------ | ------- | ------ | ------- |
| 1665   | ca. 35  | 1671   | 76      | 1674   | 150     | 1704   | 734     |
| 1768   | 26.284  | 1788   | 47.195  | 1815   | 68.309  | 1848   | 103.490 |
| 1860   | 179.190 | 1872   | 193.360 | 1897   | 173.190 | 1954   | 274.370 |
| 1961   | 349.282 | 1967   | 416.525 | 1974   | 476.675 | 1982   | 515.814 |
| 1990   | 597.823 | 1999   | 706.300 | 2006   | 783.058 |        |         |

### Alderssammensætning
- 0-14 år: 32% (mænd 119.291, kvinder 113.741)
- 15-64 år: 62% (mænd 220.066, kvinder 227.632)
- 65 år og ældre: 6% (mænd 16.336, kvinder 23.868)(2000)

Årlig befolkningsvækst: 1,63 % (2000)

### Levealder
- Forventet levealder for hele befolkningen: 72,68 år
- Forventet levealder for mænd: 69,28 år
- Forventet levealder for kvinder: 76,24 (2000)